# Краљевина Албанија (1272—1368)
Краљевина Албанија (лат. Regnum Albaniae, алб. Mbretëria e Arbërisë) је била средњовековна краљевина која је постојала (са прекидима) у периоду од 1272. до 1368. године. Основана је од стране сицилијанског краља Карла I Анжујског, на територији која је освојена од Епирске деспотовине. Држава се простирала од Драча према југу, обухватајући приморске области све до Бутринта. Анжујска Краљевина Албанија је постојала све до 1368. године, када је Драч потпао под власт арбанашког великаша Карла Топије.

## Историја
Стварање посебне политичке јединице у приморским областима северног Епира започело је 1258. године, када је сицилијански краљ Манфред освојио градове Драч, Валону, Канину, Берат, Сфинарицу, Сопот, Бутринт и Крф. Након његове смрти (1266), то подручје је поново враћено под епирску власт.
Иако Манфред Сицилијански на поменутим подручјима није формирао посебну Краљевину Албанију, његов наследник Карло I Анжујски је у склопу својих планова за поновно освајање тих простора почео да користи појам Краљевина Албанија, који се јавља почевши од 1267. године. Карло је своје претензије успео да оствари тек 1272. године, када је освојио Драч и суседне области, чиме је на том подручју и фактички створена Краљевина Албанија.
За намесника анжујске Краљевине Албаније постављен је 1273. године француски великаш Анселм од Кајеа (фр. Anselme de Cayeux, ум. 1274), за кога је била удата Марија, сестра тадашње српске краљице Јелене (ум. 1314).
Ова анжујска творевина била је кратког века, пошто је у драчкој области већ током 1284. године обновљена византијска власт, а недуго потом град Драч је 1296. године потпао под српску власт.
Већ током 1304. године, драчку област су поново освојили напуљски Анжујци, који су тиме обновили Краљевину Албанију, а потом су 1332. године створили и посебно Драчко војводство. Драч је 1368. године од Анжујаца преузео албански великаш Карло Топија, чиме је град по први пут у историји потпао под албанску власт. Тиме је означен и фактички престанак постојања анжујске Краљевине Албаније.